# Blackball (Nouvelle-Zélande)
Blackball est une petite localité de la région West Coast dans l’ Île du Sud de la Nouvelle-Zélande.

## Situation
La ville est située à approximativement à 29 km à partir de la ville de Greymouth.

## Toponymie
La ville fut nommée d’après la Black Ball Line, qui loua des terrains dans le secteur pour exploiter le charbon.

## Population
Lors du recensement de la population en Nouvelle-Zélande en 2006, la population était de 330 habitants.

## Histoire
Blackball est un centre du militantisme ouvrier et du radicalisme néo-zélandais. Il est considéré comme le lieu de naissance du Parti travailliste, qui suivit la grève des mineurs de 1908 dite cribtime, la plus longue de l’histoire de la Nouvelle-Zélande qui dura dix semaines.
Lors de la grande grève de 1913 (en), les mineurs de la ville de Blackball furent les derniers à reprendre le travail, en 1914.
Pendant la grève, ils avaient installé des piquets de grève pour les mineurs de la ville voisine de Brunner et ils ont incendié la maison du secrétaire du syndicat des « arbitres » (briseurs de grève). 
En 1925, le quartier général du Parti communiste de Nouvelle-Zélande a quitté Wellington pour s'installer à Blackball. La mine a fermé en 1964.
Le Blackball Workingmens Club est l'une des rares organisations communautaires qui subsistent dans la ville. l'Oddfellows Lodge et la Buffaloes Lodge ont fermé depuis longtemps.
À son apogée, la ville de Blackball avait une loge de l’ordre de l’Oddfellows.
La loge Oddfellows jouait un rôle majeur dans la vie de la communauté, offrant une aide financière et un enrichissement individuel à une époque où la télévision et la Sécurité Sociale n'existaient pas. 
Le Oddfellows Hall était un centre important pour l' activité communautaire et la vie sociale.
La loge de Blackball de l’United Ancient Order of Druids fut formée à l’origine en 1906 et comme la plupart des autres organisations de cette époque ont cessé d’exister dans la ville de Blackball.
Alors que la plupart des activités commerciales et des organisations ont fermé dans la ville de Blackball, l’hôtel autrefois nommé The Blackball Hilton fonctionne toujours en 2021. Bien qu'il soit maintenant connu comme « ancien Blackball Hilton » en raison d'un procès intenté par la chaîne des hôtels Hilton, l’hôtel historique reste en activité en tant qu'endroit où dormir et est un symbole du passé historique de la ville .

## Chemin de fer
Blackball était le terminus de l’embranchement ferroviaire de la branche Blackball (en), du  département des chemins de fer de la Nouvelle-Zélande (en) une ligne secondaire de la ligne StillWater-Westport (en). 
La ligne fut approuvée en 1901 et la construction commença en 1902 sous les auspices du département des Travaux Publiques (en). Les premiers trains circulèrent en 1909 et la ligne fut ouverte officiellement le 1er août 1910.
Des intérêts privés construisirent une extension abrupte à partir de Blackball en montant dans la chaîne de Paparoa (en), qui employait le système de chemin de fer à rail central pour le freinage.
Cette extension fut ensuite reprise par le Département d’État des Mines d’état et connue comme le Roa Incline.
Des services de transport de passagers fonctionna vers la ville de Blackball jusqu’en 1940, avant tout au profit des mineurs.
Le charbon représentait le principal motif du trafic de la ligne de chemin de fer et quand le tonnage chuta à un niveau insuffisant le Roa Incline fut fermé le 25 juillet 1960. Les trains vers Blackball devinrent de plus en plus rares et quand une inondation détruisit deux travées du pont de la ligne au-dessus du fleuve Grey le 21 février 1966, le Département des chemins de fer considéra que les réparations étaient trop coûteuses et ferma la ligne. Le bâtiment de la gare de Blackball avait été détruit par le feu en 1955.

## Restaurants, musées et loisirs
Le musée de Blackball de l’« histoire de la classe des travailleurs » ouvrit dans la ville le 1er mai 2010 dans le but de célébrer le rôle que les travailleurs avaient joué dans la création des infrastructures et le développement de la nation, [et] la part du peuple des ouvriers dans la création de la société.
L’« Ancien Hilton de Blackball » fut fondé en 1910, sous le nom de Dominion Hotel, rebaptisé dans les années 1970 Blackball Hilton d'après le nom de l’ancien directeur de la mine, dont la rue principale de la ville, Hilton Street, porte aussi le nom.
L'hôtel a changé de nom à la suite des réclamations de la société internationale Hilton Hotels & Resorts.
Une course cycliste annuelle, le Blackball Working Men's Cycling Classic, s'est tenue dans la ville en janvier pendant trois ans, de 2010 à 2012 , entre Blackball et le village voisin d'Atarau.

## Littérature
Blackball possède un héritage littéraire unique pour une petite ville ; elle a réussi à attirer plus que sa part de représentations littéraires.
- Coal Flat (1963) de Bill Pearson (en), est un roman néo-zélandais dans la tradition du réalisme social (en) contemporain.

Pearson a enseigné dans la ville comme professeur stagiaire vers 1942, et s'était lié d'amitié avec la famille du tenancier. Son livre a causé de la perplexité parmi les habitants ; ils essayèrent « d’identifier les personnages » dont Pearson s’étaient inspiré pour son livre. Il est mort en 2002.

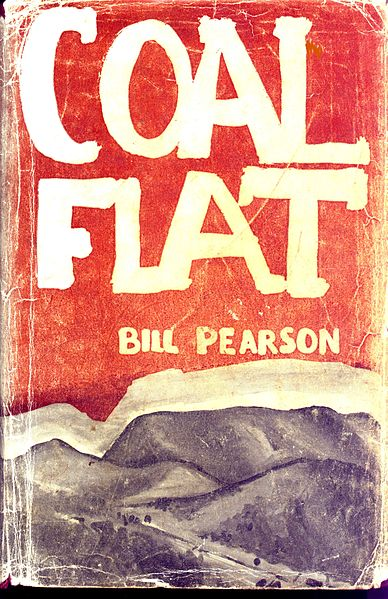
Couverture de la nouvelle de Bill Pearson de 1963, nommée « Coal Flat »

- Blackball 08 de Eric Beardsley est un roman historique publié en 1984.

Beardsley utilisa l’histoire de la grève historique de 1908, nommée Crib Time comme base d’une histoire qui met en lumière le drame de ce qui fut un moment clé de l’histoire des syndicats en Nouvelle-Zélande.
Il publia sa biographie Sliding down the Hypotenuse en 2011 .
- The Late Great Blackball Bridge Sonnets de Jeffrey Paparoa Holman[8] publié en 2004, un recueil de poésie dont les poèmes ont pour thème de l’histoire du pont ferroviaire qui relie la communauté au monde extérieur.

Les poèmes mentionnent aussi des personnages et des caractéristiques de la ville dont Holman se souvient lors de son enfance passée à Blackball durant les années 1950 et 1960.
- Paul Maunder (en) est un auteur dramatique qui vit dans la ville ; il a écrit et mis en scène un certain nombre de pièces sur la ville et l’histoire de la classe ouvrière.

### Autres lectures
- (en) Placenames, Reed, 2002
- (en)Melanie (ed.) Nolan, Revolution - The 1913 Great Strike in New Zealand, Canterbury, Canterbury University Press (in association with The Trades Union History Project), 2005 (ISBN 1-877257-40-0)
- (en)E. T. Beardsley, Blackball 08, Auckland, Collins, 1984 (ISBN 0-00-222317-1) nouvelle historique